# Baixó

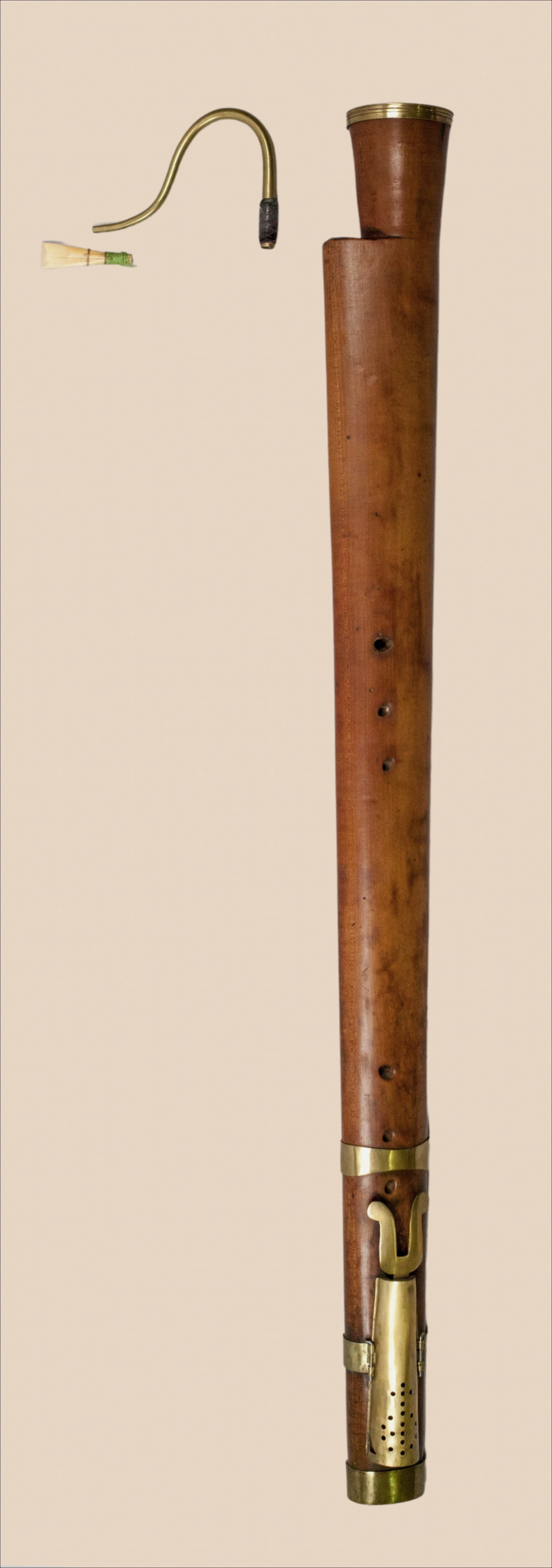
Baixó,, Museu de la Música de Barcelona

El baixó és un instrument musical aeròfon de vent-fusta creat al Renaixement. Consisteix en un llarg tub de fusta d'una sola peça -normalment d'auró- doblegat i de secció cònica, on en un dels extrems s'insereix un tudell de llautó de forma corba en el que s'encaixa una doble canya amb la que es fa sonar l'instrument. Té forats i un parell de claus per a facilitar la digitació.
Si bé se solia fabricar de diferents mides formant una família instrumental que incloia els baixonets per a les tesitures més agudes, el model més conegut reforçava la línia de baix de la polifonia de les capelles renaixentistes (funció de la que prové el seu nom, sonant juntament amb la resta d'instruments de vent dels ministrils (cornetto, xeremia, sacabutx, flauta dolça) i acompanyant als cantants de salms als oficis eclesiàstics. Arribà a la seva màxima esplendor cap al 1600, amb intèrprets destacats com Bartolomé de Selma y Salaverde.
Tot i que durant el segle xvii les seves funcions foren assumides a quasi tot Europa pel seu successor natural, el fagot, en la conservadora música eclesiàstica hispana el baixó tingué una llarga permanència, convivint-hi durant segles.
Segons la definició de l'Enciclopedia Espasa, “el baixó tenia pabelló de metall, inventat per Rigibo l'any 1780 i s'utilitzaven per a acompanyar i complementar el cant”. No obstant, cal esperar a la segona meitat del segle XX perquè l'instrument sigui recuperat en el context de la interpretació de la música antiga amb instruments originals.
La paraula “baixó” (dulcian) també designa un registre de l'orgue.

## Història
Al segle xvii, els recintes eclesiàstics gaudien d'una certa plenitud, tant decorativa com sonora, incorporant elements com l'orgue o agrupacions de música vocal i instrumental de vent i corda específiques per a les esglésies. No només hi havia música als oficis, sinó que participava d'altres moments com l'hora sexta o "siesta", que podria ser una versió paral·lela al format de concerts actuals. La polifonia es manifestava amb diversos cors distribuïts en llocs estratègics. Els instruments que solien acompanyar els cors eren l'arxillaüt, l'arpa i el baixó. Hi ha documentació que constata la plaça de baixonista als anys 1614 i 1668.
El baixó es considerava un instrument "vocal", i com a tal, el seu ús no era restringit per Setmana Santa, cosa que va fer que molts compositors l'incloguessin una part obligada a la partitura. A Espanya hi havia una escola de constructors vinculada a la Capella Reial.

## Funció i repertori
El baixó és un instrument flexible, capaç de sonar prou fort amb bandes de música que toquen a l'aire lliure, i prou suau per a la música de cambra, i prou expressiu per a acompanyar als cors. Els seus usos incorporen l'acompanyament de danses juntament amb la xeremia i el sacabutx, música de la guàrdia de la ciutat, música de cambra i en el repertori policoral de Venècia i Alemanya, com el de Giovanni Gabrieli i Heinrich Schütz. Hi ha parts explícites per a baixó a les sonates de Dario Castello.